# After (película)
After es una película española estrenada en 2009 y dirigida por Alberto Rodríguez, director de otras películas como 7 vírgenes y La isla mínima. La protagonizan Blanca Romero, Guillermo Toledo y Tristán Ulloa.

## Sinopsis
Las vidas de Manuel, Ana y Julio, amigos desde la adolescencia, son una impostura. Pese a estar muy cerca de los cuarenta años y haber alcanzado todo aquello que la sociedad dice que les haría felices, buscan desesperadamente una solución para su soledad e insatisfacción. Sus vidas se cruzan una noche de verano en la que vuelven a reencontrarse después de un año y juntos emprenden un viaje al corazón de la noche: sexo, drogas, alcohol y excesos; una huida a la adolescencia como única forma de eludir la realidad.

## Reparto
- Guillermo Toledo es Julio.
- Tristán Ulloa es Manuel.
- Blanca Romero es Ana.
- Jesús Carroza es Jesús.
- Raúl y Juan del Pozo son Pablo.
- Marta Solaz es Irene.
- Valeria Alonso es Chica suicida.
- Ricardo de Barreiro es Ramón.
- Maxi Iglesias es García.
- Álvaro Monje es Andy.

## Sobre la película
Alberto Rodríguez declaró que la cinta es «el reflejo de una época, de una generación que, al contrario que la de nuestros padres, que entonces ya lo tenían todo claro; vive en el despiste, seres inmaduros que se niegan a madurar y sueñan con el regreso a la adolescencia». Los actores protagonistas estuvieron ensayando un mes y medio para aprofundizar su conocimiento de los personajes antes de empezar a rodar. 
Fue el primer papel cinematográfico de Blanca Romero,

## Premios
Blanca Romero fue nominada a los Premios Goya a mejor actriz revelación en su XXIV edición. En esa misma edición la película fue también nominada al premio al mejor guion original y a la mejor dirección de fotografía. Por su parte, Willy Toledo se llevó el premio al mejor actor en el Festival Cinespaña de Toulouse, y la película se llevó el premio del Jurado Joven en el Festival de Cine Español de Nantes.